# Backite
La backite (simbolo IMA: Bac) è un minerale della famiglia dei "solfati" con composizione chimica Pb2AlTeO6Cl.

## Etimologia e storia
La backite è stata chiamata in questomo do da K.T. Tait, V. DiCecco, M.A. Cooper, N.A. Ball e F.C. Hawthorne nel 2014 in onore di Malcolm E. Back, tecnico radiologo in pensione presso il Royal Ontario Museum di Toronto (Canada), e autore delle edizioni del 2014 e del 2018 di "Fleischer's Glossary of Mineral Species".
Il suo campione tipo è conservato presso il Royal Ontario Museum di Toronto, con il numero di catalogo M56436 e presso il "Natural History Museum of Los Angeles County" di Los Angeles (California) con i numeri di catalogo 64499 e 64500.

## Classificazione
La backite è un minerale riconosciuto e approvato dall'Associazione Mineralogica Internazionale (IMA) nel 2013, quindi non è presente nella nona edizione della sistematica dei minerali di Strunz, aggiornata dall'IMA fino al 2009; è però elencata nell'edizione successiva, proseguita dal database "mindat.org" e chiamata Classificazione Strunz-mindat, dove si trova nella classe "7. Solfati (selenati, tellurati, cromati, molibdati, tungstati)" e nella sottoclasse "7.B Solfati (selenati, ecc.) con anioni aggiuntivi, senza H2O"; questa viene ulteriormente suddivisa in base alle dimensioni dei cationi coinvolti, in modo che il minerale possa essere trovato nella sezione "7.BC Con cationi di media e grande dimensione" dove forma il sistema nº 7.BC insieme a viskontite, zincochenite, d'ansite-(Mn), d'ansite-(Fe), acmonidesite, adranosite, cromviskontite, franksousaite, adranosite-(Fe), agaite, wildcatite e hagstromite.
Nella Sistematica dei lapis (Lapis-Systematik) di Stefan Weiß la backite è elencata nella classe degli "ossidi" e nella sottoclasse dei "solfiti, seleniti, telluriti". A sua volta questa è più finemente suddivisa in base alla struttura del minerale e la backite si trova nella sezione dei "tellurati con gruppi [Te6+O6]6- e strutture correlate" dove forma il sistema nº IV/K.15 insieme a raisaite, frankhawthorneite, eckhardite, andychristyite, ottoite, xocomecatlite, brumadoite, cesbronite, mcalpineite, jensenite, mojaveite, leisingite, utahite, cuzticite, dagenaisite, yafsoanite, xocolatlite, fuettererite, khinite, timroseite, paratimroseite, bairdite, agaite, markcooperite, kuranakhite e montanite.

## Abito cristallino
La backite cristallizza nel sistema trigonale col gruppo spaziale P312 (gruppo nº 149) con i parametri di reticolo a = 5,0441(7) Å e c = 9,421(2) Å, oltre ad avere 1 unità di formula per cella unitaria.

## Origine e giacitura
La backite si forma come minerale secondario nelle zone di ossidazione delle rocce contenenti galena contenente argento e oro e piccole quantità di minerali di rame e zinco; i minerali di accompagnamento sono schieffelinite, oboyerite, rodalquilarite, cerussite e jarosite.
La backite è un minerale raro ed è stata trovata solo in pochi siti: oltre alla sua località tipo, la "Grand Central Mine" nella contea di Cochise in Arizona è stata rilevata anche nelle miniere "Aga" e "Library", nella contea di San Bernardino in California, tutti siti statunitensi.

## Forma in cui si presenta in natura
La backite si presenta in piastre esagonali, di dimensioni fino a 0,08 mm, ma anche in rosette, fino a 0,15 mm. La lucentezza è adamantina, i cristalli sono trasparenti di colore grigio-blu che va da tonalità scure a quelle più chiare. Il colore del suo striscio è grigio-blu molto chiaro.